# 조통달
조통달(趙通達, 본명: 조동규, 본명 한자: 趙東奎, 1945년 6월 6일~)은 대한민국의 판소리 명창이다. 본은 한양 (양절공파)이며, 호(號)는 우방(宇邦)이다. 가야금 국악 연주가 출신의 가수 겸 작사가 및 배우 조관우의 아버지이다. 조태환의 외동아들이다.

## 생애
1945년 6월 6일 일제강점기 전라북도 익산 황등면 황등리에서 출생하였으며,
1950년 한국전쟁 6.25전쟁 당시에는 전라북도 군산에서 보냈다.
그는 태어나면서부터 명창 미산 박초월의 아들로 입양되어 친어머니로 알고 자랐으며, 박초월여사가 가장 아끼고 사랑하며 정성껏 지도한 수제자이기도 하다. 그는 서울국악예술고등학교에 다니면서, 스승 박 여사에게 《춘향가》, 《심청가》, 《흥보가》, 《수궁가》를 차례로 이수하였으며, 당시 국창으로 추앙을 받은 임방울 선생에게서 《수궁가》와 《적벽가》를 학습하였다. 그리고 명창 정응민 선생에게서 강산제 심청가를 수업받은 후 10년을 하루같이 각고탁마하여 일가를 이루었다.
김연수 선생에게서 춘향가를 배우기도 했고 그의 수제자이신 고수 김동준 선생을 집으로 모셔서 동초제 춘향가 한바탕을 배웠다.
1967년 〈신인명창대회〉에서 1등을 차지했고, 1968년 창극 배우로도 데뷔한 그는 1982년 제8회 전주대사습놀이 전국대회 판소리 명창부에서 영광의 대통령상을 받게 되어 그 명성이 알려졌다. 한때 〈국립창극단〉에 입단하여 창극의 주인공 역을 도맡았다.
1991년에는 전라남도 도립국악단 단장 겸 상임지휘자로 부임하여 7년간 활동하였고, 2015년 정년퇴임 나이제한을 없애고 70세에 전라북도 도립국악원 창극단 단장으로 취임하여 4년간 근무하였다.
1994년 영화 《휘모리》의 단역을 통하여 영화배우로 데뷔하였다.

## 가족 관계
박초월(朴初月, 1917~1983)은 조통달의 셋째 이모이며, 큰이모는 일제 강점기의 명창 박초선(朴初仙, 1909~1944)이고, 가수 조관우(趙寬友, 1965년생)가 그의 아들이다.

## 학력
- 남원중학교 졸업
- 서울국악예술고등학교 졸업
- 동국대학교 문화예술대학원 연극영화과 1기 졸업

## 기타 이외 이력
- 국립극장 국립창극단 단원
- 전라남도 도립국악단 단장 겸 상임지휘자
- 전라북도 도립국악원 창극단 단장
- 사단법인 세종전통예술진흥회 이사장
- 전북 익산 조통달 판소리 전수관 이사장
- 전북대학교 예술대학 한국음악학과 겸임교수, 초빙교수
- 목원대학교 한국음악과 겸임교수
- 백제예술대학교 한국음악과 겸임교수
- 전남대학교 외래교수
- 전주예술고등학교 외래교수
- 원광대학교 한국음악과 외래교수
- 동국대학교 한국음악과 외래교수